# Pankyo
Pankyo (Hán Việt: Bản Kiều) là một huyện thuộc tỉnh Kangwon tại Cộng hòa Dân chủ Nhân dân Triều Tiên. Vào năm 1952, trong chiến tranh Triều Tiên, P'an'gyo được hợp thành một huyện riêng biệt từ 5 myŏn (Nagyang, Pangjang, P'an'gyo, Ryongp'o, Sannae) của huyện Ichŏn và Yujin-myŏn của huyện P'yŏnggang.
Địa hình P'an'gyo chủ yếu là đồi núi, cả hai dãy núi Ahobiryong (아호비령산맥; 阿虎飛嶺山脈) và dãy núi Masingryong (마식령산맥; 馬息嶺山脈) đều chạy ngang qua huyện. Đỉnh cao nhất là Tongbaengnyonsan (동백년산). Dòng sông chính của huyện là Imjin. Xấp xỉ 88% diện tích của huyện là đất rừng.
Do địa hình gồ ghề nên ngành nông nghiệp của huyện khá khó khăn; tuy nhiên, vẫn có một số loại cây trồng như ngô, khoai tây, đỗ tương, lúa mì và lúa mạch. Ngành trồng cây ăn quả và chăn nuôi cũng đóng vai trò nhất định. Huyện có tài nguyên khoáng sản là đồng và niken. Huyện có cả đường bộ và đường sắt, ga Pangyo nằm trên tuyến Chongnyon.
Năm 2008, dân số toàn huyện là 47.031 (22.108 nam và 24.923 nữ), trong đó dân số thành thị là 10.024 người (21,3%) và dân số nông thôn là 37.007 người (78,7%).